# 8115 Sakabe
8115 Sakabe este un asteroid din centura principală de asteroizi.

## Descriere
8115 Sakabe este un asteroid din centura principală de asteroizi. A fost descoperit pe 24 aprilie 1996 la Moriyama de Robert H. McNaught și Yasukazu Ikari. Asteroidul prezintă o orbită caracterizată de o semiaxă mare de 2,27 ua, o excentricitate de 0,15 și o înclinație de 4,5° în raport cu ecliptica.